# Соус (образотворче мистецтво)

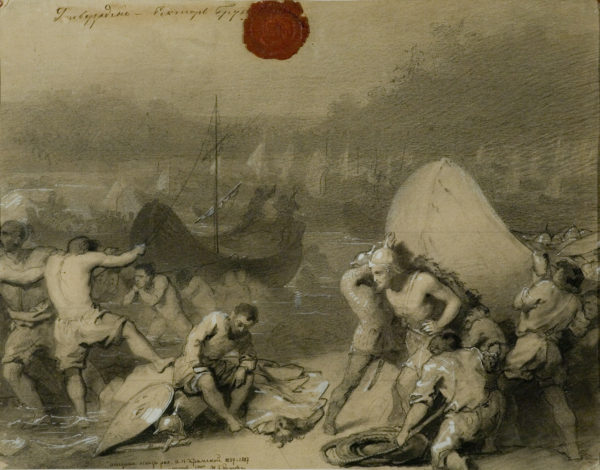
Іван Крамський. «Похід Олега на Царгород», малюнок соусом та італійським олівцем, 1861 р.

Со́ус (фр. sauce — соус, підлива, приправа, від salsa — солена їжа) — матеріал для рисування у вигляді паличок, виготовлених з сажі та клею, що містяться в обгортці.

## Техніка рисування
Для моделювання основних форм порошкоподібний соус наноситься на папір шматком тканини або розтушкою; деталі ж виконуються італійським олівцем. Соусом можна малювати, як аквареллю, за допомогою пензля та води, а потім доопрацьовувати по-сухому розтушкою.

## Відомі митці
У другій половині XIX — початку XX століття соусом малювали багато художників Російської імперії (у зарубіжній мистецтвознавчій літературі вживається термін «російський соус»): Федір Васильєв, Іван Крамський, Ілля Рєпін, Валентин Сєров, Михайло Врубель. Соусом та оригінальним матеріалом — ламповою кіптявою з розмивкою водою — створював свої малюнки Володимир Лебедєв.
Одним з перших в Україні соус став використовувати Дмитро Безперчий.